# 73687 Thomas Aquinas
73687 Thomas Aquinas è un asteroide della fascia principale. Scoperto nel 1990, presenta un'orbita caratterizzata da un semiasse maggiore pari a 2,5798228 UA e da un'eccentricità di 0,1538750, inclinata di 15,32953° rispetto all'eclittica.
L'asteroide è dedicato al teologo italiano Tommaso d'Aquino.